# Simpur (Gumay Ulu)
Simpur is een bestuurslaag in het regentschap Lahat van de provincie Zuid-Sumatra, Indonesië. Simpur telt 375 inwoners (volkstelling 2010).